# 天主教巴格達總教區
天主教巴格達總教區（拉丁語：Archieparchia Bagdathensis Latinorum）是伊拉克一個羅馬天主教總教區，直屬聖座。
1632年9月6日設教區，1848年9月19日升為總教區。2006年有教友2,500人，下轄三個堂區、十四名司鐸。現任教區總主教為讓‧邦雅曼‧斯萊曼。

## 外部連結
- Giga-Catholic Information （页面存档备份，存于）
- Catholic Hierarchy（页面存档备份，存于）